# Pałac w Jabłoniu
Pałac w Jabłoniu – zabytkowy pałac we wsi Jabłoń (województwo lubelskie).
Pałac wybudowany w latach 1904-1905 z inicjatywy Tomasza Zamoyskiego (1861-1935) herbu Jelita, żonatego z Ludmiłą Zamoyską (1864-1928) herbu Jelita. Budowla powstała w stylu późnego gotyku angielskiego z elementami renesansowymi i manierystycznymi według projektu biura projektowego Fellner & Helmer z Wiednia. W szczycie znajduje się herb Jelita Zamoyskich.
Obiekt jest częścią zespołu pałacowo-parkowego, XVIII-XX w., w skład którego wchodzą jeszcze:
- galeria 1904-1905
- kaplica
- oficyna
- brama wjazdowa z domkiem odźwiernego
- park krajobrazowy[1]

Herb Jelita